# Бізацена

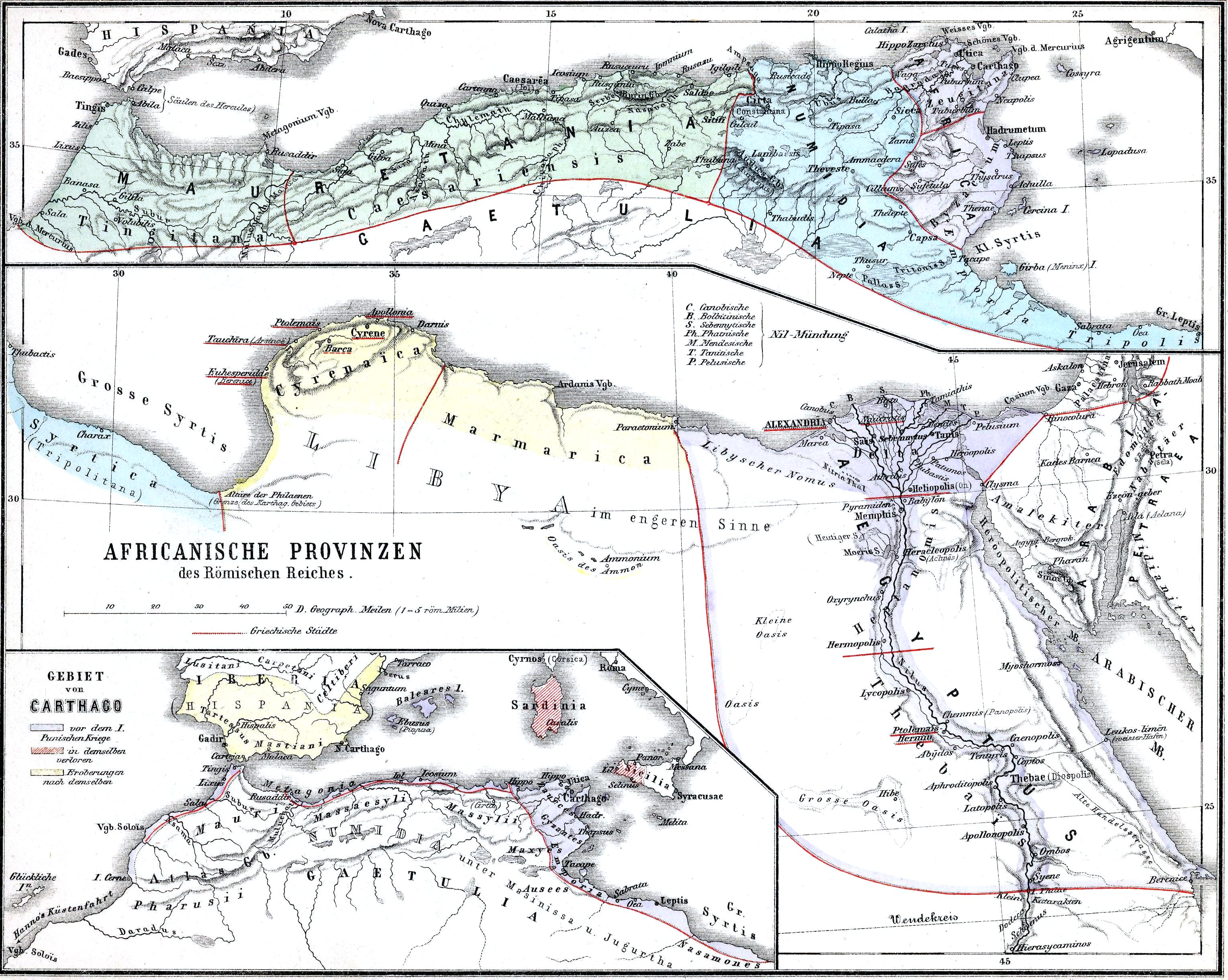
Римська Африка

Бізацена (лат. Byzacena) — історична область у Північній Африці, територія якої загалом збігається з сучасним Туніським Сахелем. 
У давнину клімат Бізацени був вологішим, що перетворювало край на один з найважливіших сільськогосподарських регіонів Середземномор'я, доступ до якого полегшувався зручним для мореплавства узбережжям. 
Бізацена здавна була населена берберами. На початку XI ст. до н. е. тут з'явилися фінікійці, що заснували на березі кілька колоній, найбільшою з яких був Гадрумет. В середині VI ст. до н. е. Бізацена (чи принаймні східна її частина) опинилася під владою Карфагена, який перетворив край на власну житницю, що забезпечувала карфагенян олією і хлібом. У Бізацені поширюється новий тип господарства - рабовласницькі маєтки або ж "мігдали", що належали заможним карфагенянам, серед яких були, зокрема, Гамількар Барка та його син Ганнібала. 
Після приєднання Бізацени до Риму (146 р. до н. е.) місцевий хліб, олію і фрукти постачали і до Італії. Місцеві великі землевласники з часом набули такого впливу, що в 238 році край став центром політичного руху, який привів до влади в імперії родину Гордіанів. У 285 році область була виокремлена з провінції Проконсульська Африка і перетворена на окрему провінцію Бізацена. 
З 430 році - у складі Африканського королівства вандалів. У 533-му Велізарій повернув край Візантії. У 590-му в межах Африканського екзархату була створена бізаценська єпархія. 
Наприкінці VII ст. Бізацену захопили араби, і назва швидко зникла із вжитку.